# Eszter Nagy
Eszter Nagy (* 1. November 1991 in Budapest) ist eine ungarische Volleyballnationalspielerin.

## Karriere
Nagy begann ihre Karriere 2010 bei Vasas Budapest. Gleich in ihrer ersten Saison wurde sie mit dem Verein Vizemeisterin. In der Saison 2011/12 nahm sie mit Vasas am Challenge Cup teil. Anschließend gewann sie das nationale Double aus Meisterschaft und Pokal. Nach der Saison ging die Mittelblockerin in die USA und spielte in der Universitätsmannschaft der Coastal Carolina University. 2015 kehrte sie zu Vasas Budapest zurück und erreichte in der Saison 2015/16 in der Meisterschaft und im Pokal jeweils den zweiten Platz. Danach wechselte Nagy zum deutschen Bundesligisten 1. VC Wiesbaden, der kurzfristig einen Ersatz auf ihrer Position suchte. Mit der ungarischen Nationalmannschaft qualifizierte sie sich für die Europameisterschaft 2017. Im Sommer 2017 wechselte Nagy zum ungarischen Meister Linamar Békéscsabai RSE. 2018 kehrte sie in die deutsche Bundesliga zurück und schloss sich den Roten Raben Vilsbiburg an.